# Corticella (Bologna)
Corticella (Curdgèla in dialetto bolognese) è un rione del comune di Bologna, un tempo costituente un quartiere. Nel 2016 la riorganizzazione amministrativa del comune ha posto l'area nel Quartiere Navile del comune di Bologna.
L'area, pressoché unita con il resto della città, è situata nella zona settentrionale della città ed è attraversata dall'antico canale Navile; si trova ad una distanza di circa cinque chilometri dalla cerchia muraria di Bologna, fuori da Porta Galliera.

## Storia
Nel periodo dell'Alto Medioevo si hanno le prime informazioni sulla presenza di un insediamento nell'area di Corticella, anche se sembra che la zona fosse già abitata dall'epoca romana.
Il nome «Corticella» deriva dal diminutivo del termine «curtis», indicante un'area non uniformemente coltivata e comprendente magazzini e laboratori in grado di reggere un'economia di autoconsumo; la parola «curtis» è la stessa che, infatti, diede origine al termine «economia curtense».
Nel XVI secolo Corticella fu soggetta ad alcune modifiche strutturali su volontà di Paolo III su tutte la costruzione di un sistema portuario su progetto di Jacopo Barozzi da Vignola, la serie dei lavori venne registrata in atti notarili da Giovanni da Sassuno.
Nel 1829 un farmacista della zona, il dottor Giovanni Minelli, scoprì una sorgente di acqua solforosa, in grado di offrire effetti terapeutici. Per ciò fu creato un «parco delle fonti» sulle sponde del canale Navile, di cui oggi è rimasto il nome in «Via delle Fonti». Le fonti termali sono state molto in voga fino ai primi del Novecento, oggi non sono più aperte per il pubblico. In molte immagini dell'epoca si vedono comitive di persone che raggiungono le terme usando barconi che navigavano sul canale.
Dopo il 1945 vi fu lo sviluppo industriale dell'area, con la nascita nel 1948 del «Pastificio Corticella». Lo stabilimento produceva la pasta con l'omonimo marchio ed è stato per lunghi anni proprietà di cooperative aderenti a Legacoop. La massima espansione della attività commerciale e produttiva è stata nella prima metà degli anni '90. Negli ultimi anni la proprietà è passata di mano più volte e la presenza nell'azionariato delle cooperative è passata a minoranza. L'ultimo proprietario è la Newlat SpA che ha chiuso il pastificio e definitivamente cessato la produzione il 31 dicembre 2011.

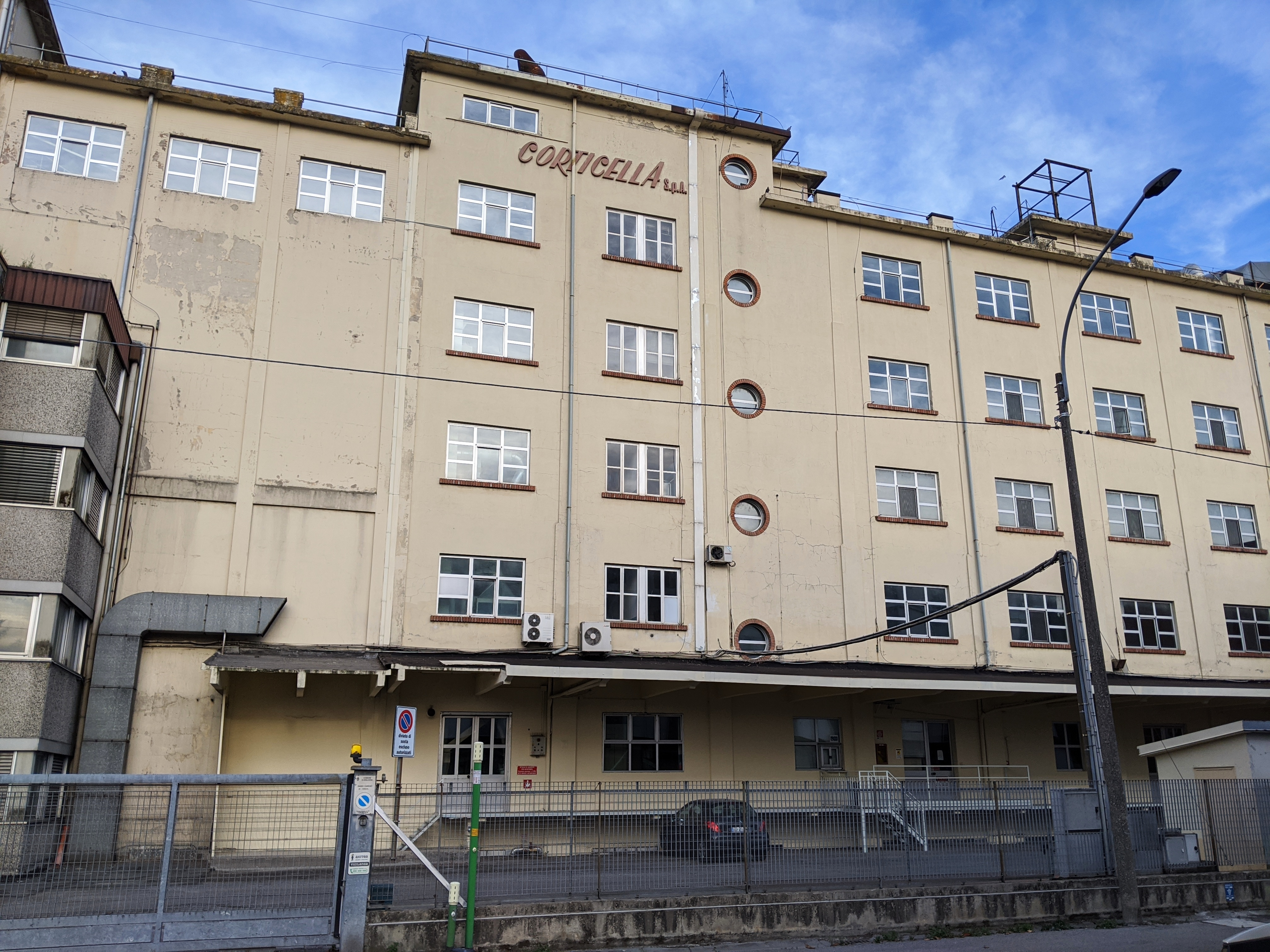
L'ex Pastificio Corticella visto da via di Corticella.

## Monumenti e luoghi d'interesse

### Architetture religiose
- Chiesa parrocchiale dei Santi Savino e Silvestro.
- Chiesa parrocchiale dei Santi Monica e Agostino.

### Architetture civili

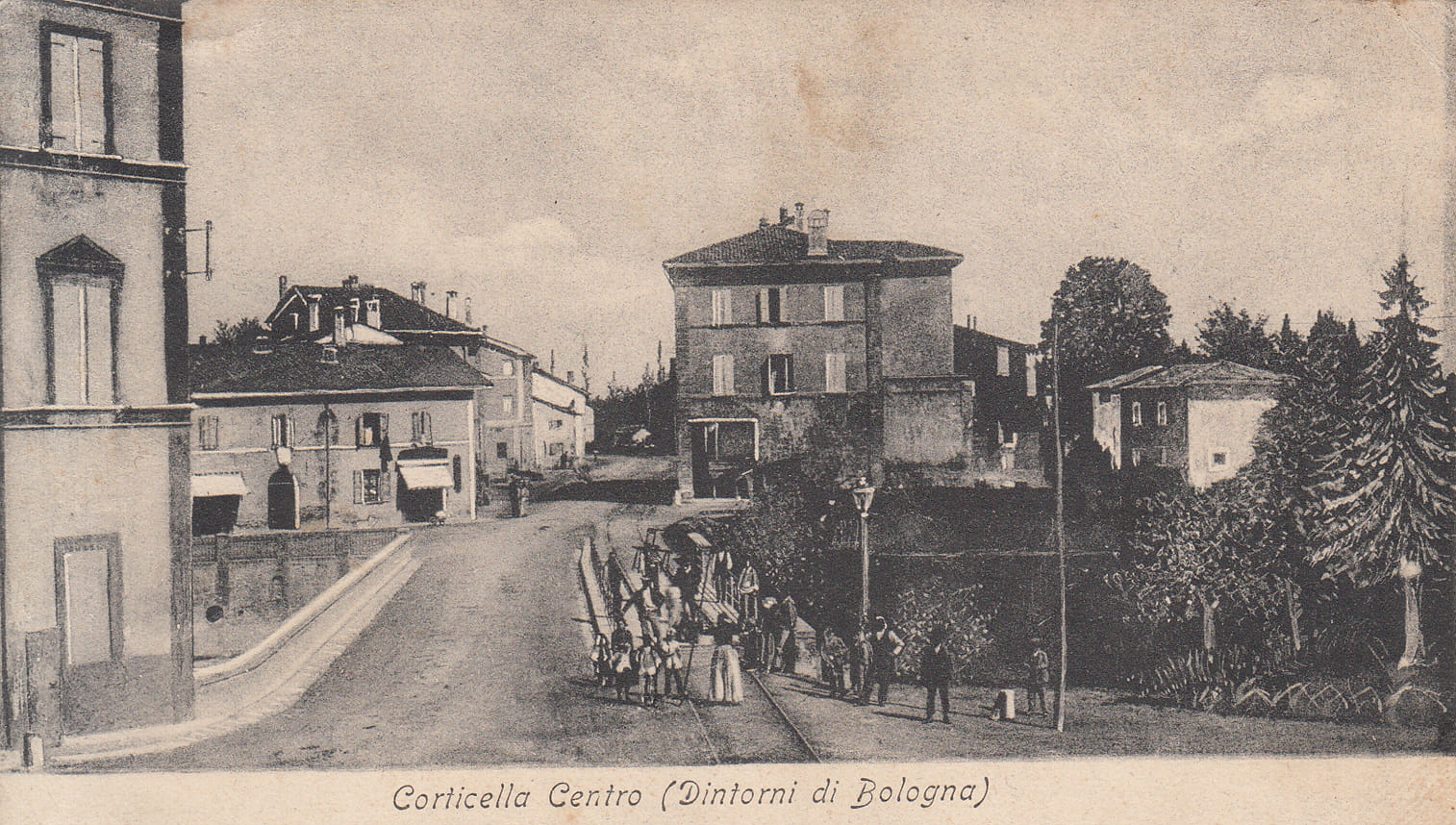
Ponte del Vignola in via di Corticella, Bologna, 1900

Tra le odierne via Nicola Zanichelli e via Leone Pesci sorge Villa Rambaldi, appartenuta in passato a Giovanni Minelli e soprannominata "Il Teatro". Adiacente alla villa vi è una corte chiusa nella quale sorgevano un podere, una casa colonica e un pozzo, quest'ultimo ancora esistente. Tale corte prende il nome di "Brichetti", termine probabilmente derivato dai brichétt, agglomerati di polvere di carbone e legna utilizzati come alimentazione per le stufe. Oggi sia Villa Rambaldi che il complesso dei Brichetti sono edifici privati residenziali.

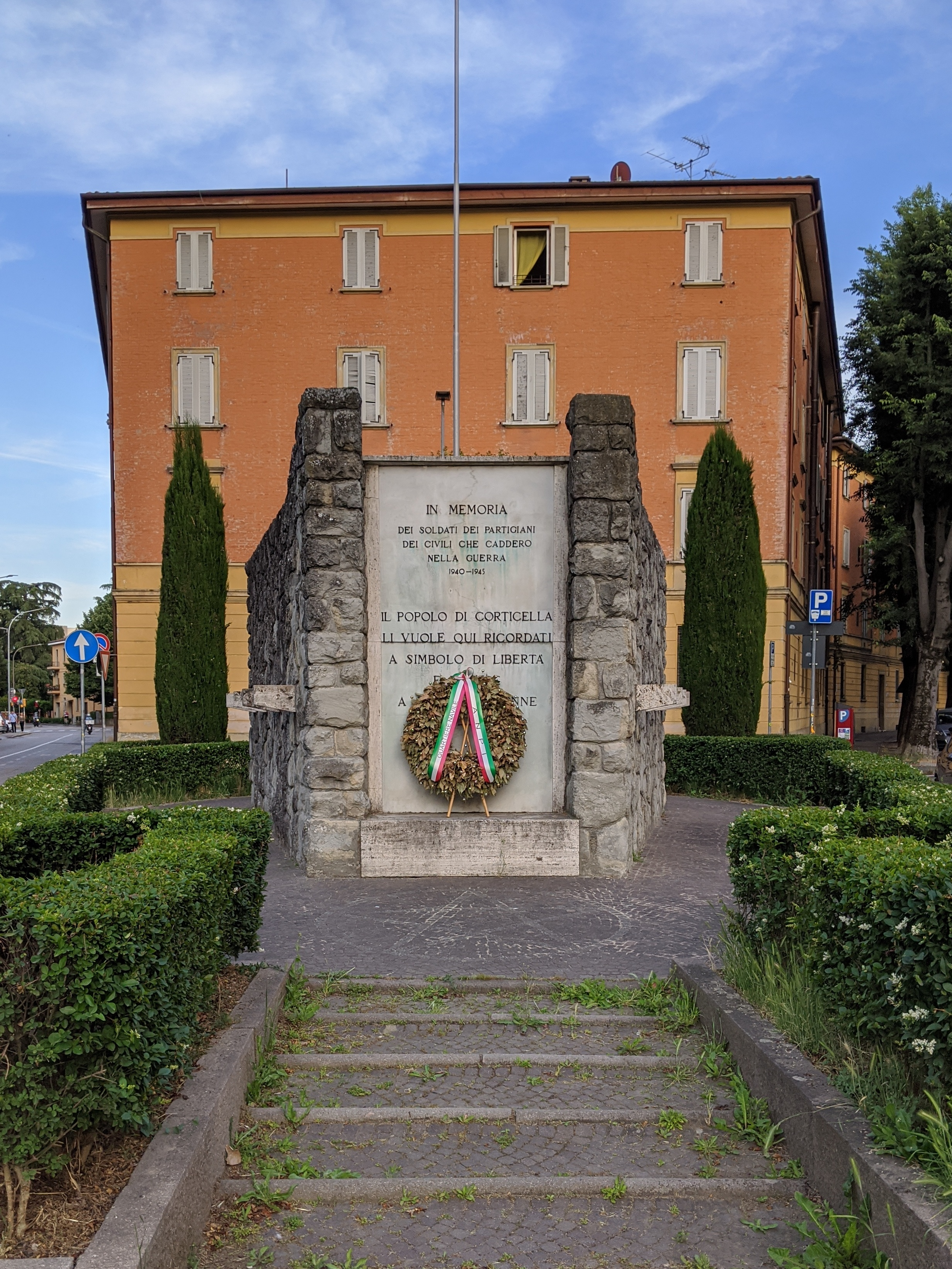
Il monumento ai caduti tra via Sant'Anna e via di Corticella.

Un monumento situato tra via Sant'Anna e via di Corticella, costruito nel secondo dopoguerra, è dedicato ai militari, partigiani e civili caduti o dispersi della seconda guerra mondiale.
In via delle Fonti, nei pressi del civico 8, una statua ricorda l'uccisione di quattro giovani partigiani tra i 17 e i 20 anni.
Sul canale Navile si trova il seicentesco ponte Nuovo, detto "della Bionda".
Tra le vie Gorkij, Byron e Verne sorge il complesso del Centro Civico Corticella, al cui interno hanno sede uffici pubblici, una biblioteca, due scuole e attività commerciali.

### Aree naturali
Un'area verde a nord-est del quartiere, racchiusa tra le vie Sant'Anna e Shakespeare, è ciò che rimane dell'ex Stazione Provinciale di Avicoltura fondata da Alessandro Ghigi nel 1931. Qui venivano effettuate ricerche scientifiche sulle varie specie di uccelli, sugli anfibi, sugli animali da cortile e sulla fauna selvatica. Negli anni '90, dopo la graduale dismissione delle attività, l'area fu destinata allo sviluppo edilizio, con conseguente demolizione delle strutture e degli alberi esistenti. Soltanto dopo numerose ricerche e assemblee pubbliche un gruppo di cittadini riuscì a salvaguardare l'area grazie al vincolo di tutela posto dalla Soprintendenza per i Beni Ambientali e Architettonici. L'area venne così acquisita dal Comune di Bologna e data in gestione nel 2003 all'associazione di volontariato "Oasi dei Saperi" al fine di recuperarne gli aspetti storici e naturalistici.

## Società

### Evoluzione demografica
abitanti censiti

## Infrastrutture e trasporti

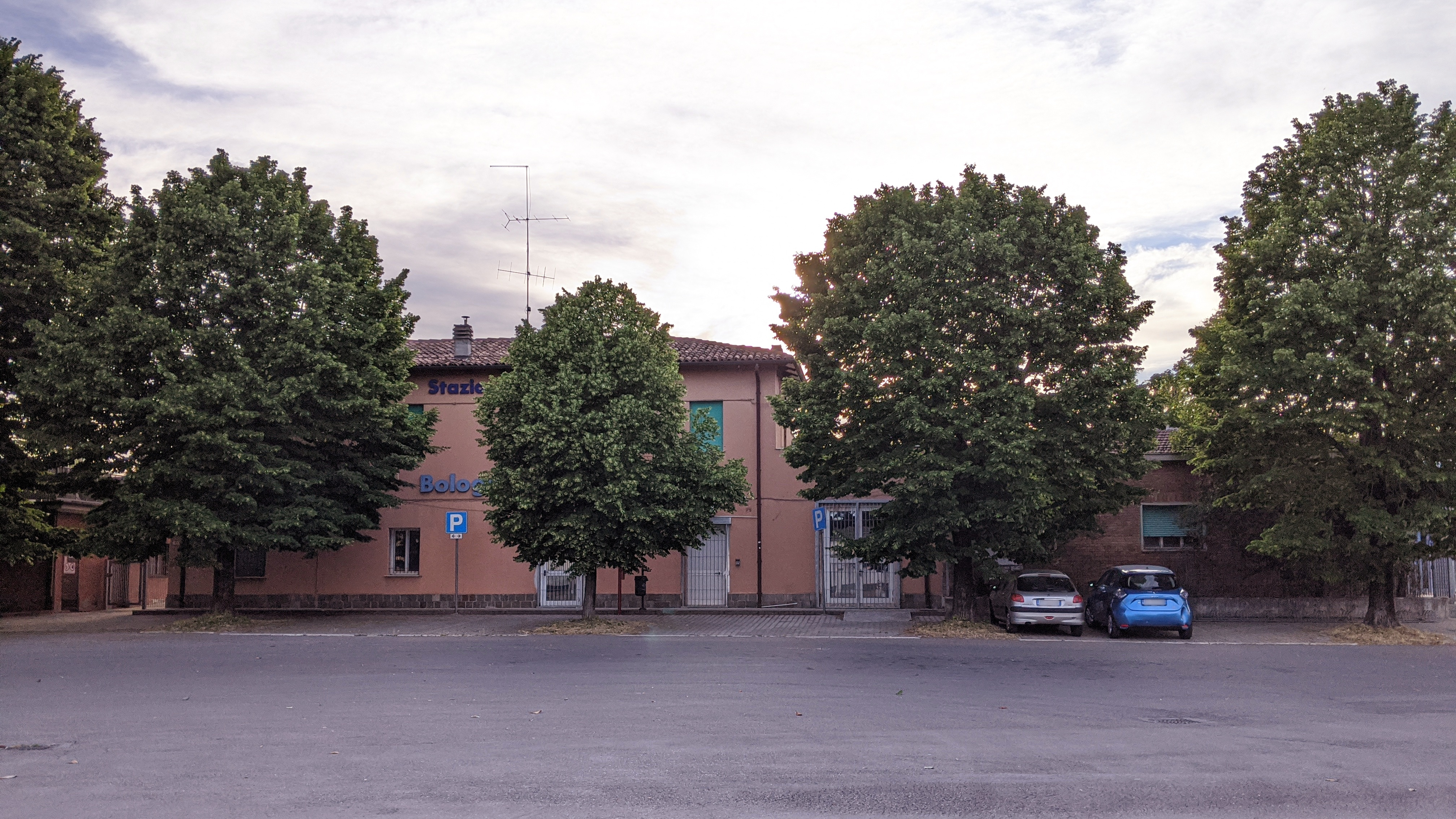
L'esterno della stazione di Bologna Corticella, vista da via di Corticella.

Il rione è servito dalla stazione ferroviaria di Bologna Corticella, sulla ferrovia Bologna-Padova. Il rione è collegato a Castel Maggiore e alle zone extraurbane successive grazie a diverse linee di autobus della Tper.